# Europejski Fundusz Rolniczy Gwarancji
Europejski Fundusz Rolniczy Gwarancji (EFRG) (ang. European Agricultural Guarantee Fund) – instrument finansowy Wspólnej Polityki Rolnej utworzony z myślą wspierania rynków rolnych i dopłat bezpośrednich. Fundusz powołany został rozporządzeniem Rady (WE) z 2005 r. w sprawie finansowania wspólnej polityki rolnej. EFRG kontynuował w znacznej mierze funkcje poprzedniego wsparcia udzielanego przez Wspólnotę w postaci Sekcji Gwarancji Europejskiego Funduszu Orientacji i Gwarancji Rolnej.
Europejski Fundusz Rolniczy Gwarancji funkcjonuje w kolejnych perspektywach finansowych obejmujących lata 2007–2013 i 2014–2020 oraz dwa lata (2021 i 2022) perspektywy przypadającej na lata 2021–2027.

## Europejski Fundusz Rolniczy Gwarancji w perspektywie finansowej 2007–2013
W rozporządzeniu Rady (WE) z 2005 r. w sprawie finansowania wspólnej polityki rolnej, fundusze EFRG stanowiły pierwszy filar WPR obejmujący wspólną organizację rynków produktów rolnych oraz płatności bezpośrednie dla rolników. Finansowanie w ramach EFRG odbywało się w sposób dzielony przy udziale krajów członkowskich i w sposób scentralizowany ze środków Wspólnoty. Wydatki stanowiły część budżetu ogólnego Unii Europejskiej określonych w Wieloletnich Ramach Finansowych na lat 2007–2013.

## Europejski Fundusz Rolniczy Gwarancji w perspektywie finansowej 2014–2020
W rozporządzeniu Parlamentu Europejskiego i Rady (UE) z 2013 r. w sprawie finansowania wspólnej polityki rolnej, Europejski Fundusz Rolniczy Gwarancji realizowano zgodnie z zasadą zarządzania dzielonego między państwami członkowskimi a Unią Europejską oraz w postaci zarządzania bezpośredniego. Środki funduszu miały na celu regulację i wspieranie rynków rolnych oraz płatności bezpośrednie dla rolników w ramach WPR.
Wydatki stanowiły część budżetu ogólnego Unii Europejskiej określonych w Wieloletnich Ramach Finansowych na lata 2014–2020.

## Europejski Fundusz Rolniczy Gwarancji w perspektywie finansowej 2021–2022
W rozporządzeniu Parlamentu Europejskiego i Rady (UE) z 2020 r. ustanawiającym niektóre przepisy przejściowe dotyczące wsparcia EFRG stwierdzono, że uprawnienia do płatności przydzielone rolnikom przed 2020 r. uznaje się za zgodne z prawem i prawidłowe w 2021 2022 r. W rozporządzeniu Parlamentu Europejskiego i Rady (UE) nr 1306/2013 wprowadzono zmiany w art. 25 poprzez dodanie akapitu w brzmieniu: „W odniesieniu do zarówno do roku 2021, jak i do 2022 r., kwota rezerwy wynosi 400 mln euro. Kwota włączona została do działu trzeciego Wieloletnich Ram Finansowych.